# Friedrich-von-Alberti-Gymnasium Bad Friedrichshall

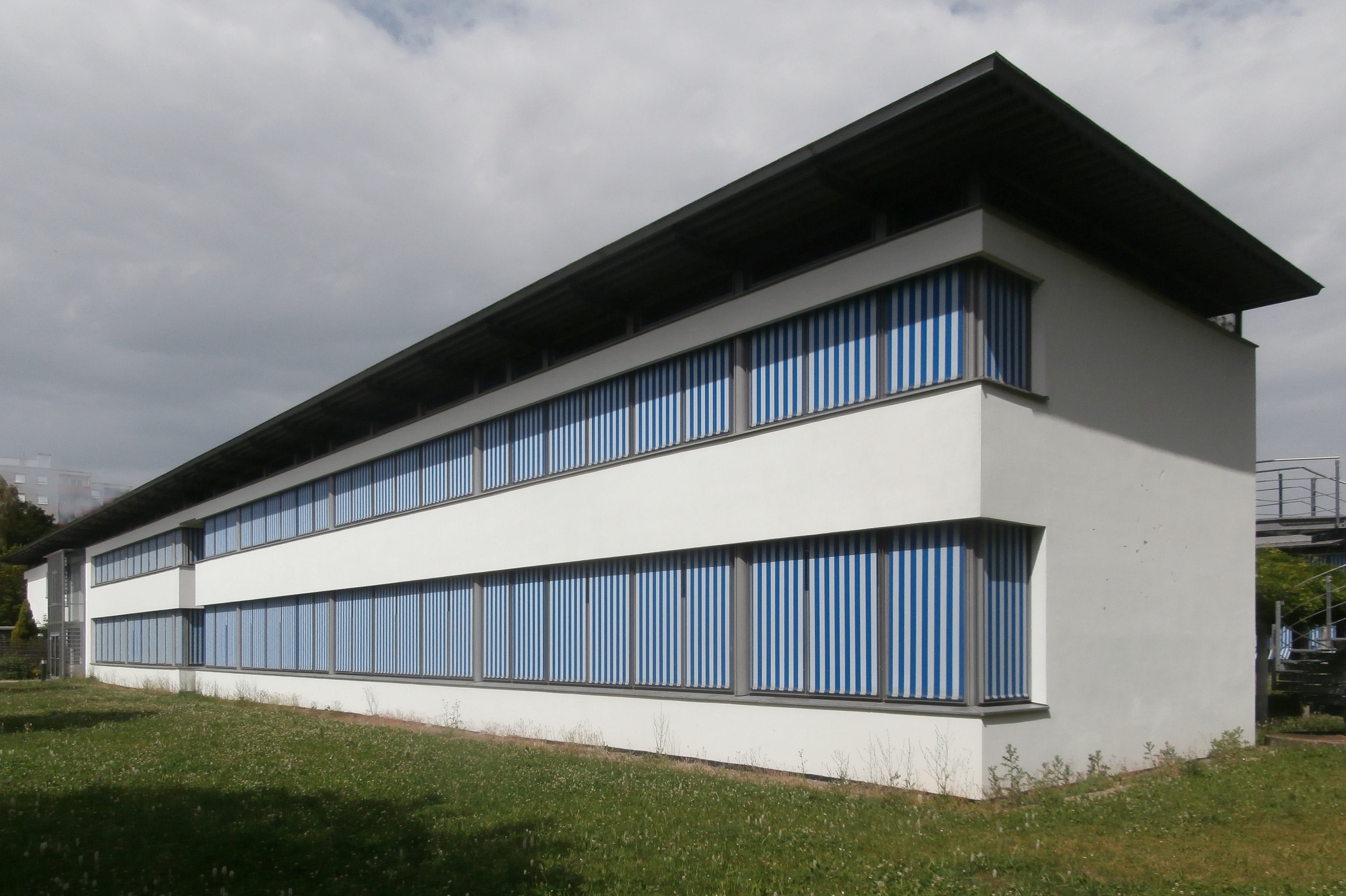
Weiß-blau gestreifte Markisen

Das Friedrich-von-Alberti-Gymnasium (kurz FvAG) ist ein Gymnasium in Bad Friedrichshall. Schulträger ist die Stadt Bad Friedrichshall, Namenspate der Schule ist der Geologe Friedrich von Alberti.

## Schulgeschichte
Am 25. November 1994 wurde der Grundstein für den Bau des Friedrich-von-Alberti-Gymnasiums gelegt. Die Schule eröffnete zum Schuljahr 1996/97. Die anfangs nur 220 Schüler besuchten die Klassen 5 bis 8, so dass erst im Laufe der folgenden Jahre das Gymnasium auf die heutige Schülerzahl anwuchs. Das erste Abitur am Friedrich-von-Alberti-Gymnasium wurde im Schuljahr 2001/02 abgelegt.
Zunächst als zweizügige Schule errichtet, ist das Friedrich-von-Alberti-Gymnasium wegen steigender Schülerzahlen inzwischen zu einem dreizügigen Gymnasium ausgebaut worden.
Die Errichtung des Friedrich-von-Alberti-Gymnasiums stellte für die Stadt Bad Friedrichshall den letzten bedeutenden Schritt auf dem Weg zur Schulstadt dar.

## Gebäude
Das Schulgebäude entwarfen die Architekten Roland Ostertag und Johannes Vornholt aus Stuttgart.
Durch die großen Glasfronten ist das Gebäude sehr lichtdurchflutet. In dem zweistöckigen Gebäude sorgen durchgehende Oberlichter auf den Fluren im Obergeschoss für viel Helligkeit. Automatische weiß-blau gestreifte Markisen dienen als Sonnenschutz vor zu starker Lichteinstrahlung.
Für den Sportunterricht steht dem Friedrich-von-Alberti-Gymnasium die dicht am Schulgebäude stehende Kocherwaldhalle zur Verfügung. Schwimmunterricht findet im Solefreibad in Fußnähe statt.

## Profile
Das Friedrich-von-Alberti-Gymnasium bietet ein sprachliches Profil mit Spanisch als dritter Fremdsprache, ein naturwissenschaftliches und ein Musik-Profil an.

## Angebote
Am Friedrich-von-Alberti-Gymnasium wurden seit dem Jahr 2000, beginnend mit dem Titel „Rock me Alberti“, regelmäßig Musicals aus Eigenproduktionen aufgeführt.
Weitere aufgeführte Titel aus Eigenproduktionen sind „Kate 21“ (2003), „Im Schatten des Kreuzes“ (2005), „Magdrasyl“ (2008), „Rock'n lost“ (2009), „Phönix“ (2012), „Im Spiegel“ (2015), „Brachnavur“ (2017) und „Magdrasyl 2.0“ (2019).
Preisübergabe für die musikalische Arbeit im Jahr 2010 u. a. durch den Staatssekretär im Ministerium für Kultus, Jugend und Sport, Georg Wacker MdL im Rahmen eines Festaktes in Stuttgart.
Die Musicals gewannen in den vergangenen Jahren mehrmals einen Preis im Rahmen des Musiktheaterpreises Baden-Württemberg. Als Preis für das neueste Musicalprojekt „Phönix“ gewann das Friedrich-von-Alberti-Gymnasium einen Workshop mit der Pop-Band Fools Garden unplugged. „Ausgelobt wird der Musiktheaterpreis vom Landesverband der Musikschulen Baden-Württembergs e. V. und der Toto-Lotto GmbH Baden-Württemberg,... . Weiterer Partner ist das Ministerium für Kultus, Jugend und Sport des Landes Baden-Württemberg.“
Seit 2001 finden Aufführungen im Rahmen des Projektes ‚BewegungsART‘ statt. Elemente aus dem Bereich Jonglage, Akrobatik und Turnen werden hierbei in eine Rahmenhandlung eingebaut. Den Abschluss einer Arbeitsphase stellt die Präsentation im Rahmen von jeweils mehreren Aufführungen vor einem breiten Publikum dar. Auch außerhalb dieser Aufführungen im Friedrich-von-Alberti-Gymnasium präsentiert sich die Projektgruppe ‚BewegungsART‘.
Bisher entstanden die Themenaufführungen „Baustelle“ (2001), „Erde-Feuer-Wasser-Luft“ (2004), „Bahnhof“ (2007) und „Entwicklung der Menschheit“ (2010).

## Preise und Auszeichnungen
- Nominierung für den Förderpreis Verein(t) für gute Schule 2015 der Stiftung Bildung und Gesellschaft am 27. November 2017 für das Großprojekt Schule als Zukunftsstaat
- Auszeichnung als Fairtrade-School am 22. Juli 2016
- 2. Preis beim Eine-Welt-Preis Baden-Württemberg 2016 am 25. November 2016 in der Kategorie Kinder und Jugendliche für das Großprojekt Schule als Zukunftsstaat
- Auszeichnung Projekt Nachhaltigkeit 2017 vom Rat für Nachhaltige Entwicklung am 11. März 2017 für das Großprojekt Schule als Zukunftsstaat sowie die daraus folgende Initiative One World – Globales Lernen am FvAG
- Auszeichnung Förderprogramm Demokratisch Handeln 2016 für das Großprojekt Schule als Zukunftsstaat
- 1. Preis beim Verbraucherschutzpreis Baden-Württemberg 2017 am 14. Juli 2017 für das Projekt Konsum ohne Kopf und Verstand der Initiative One World – Globales Lernen am FvAG
- Nominierung für den Deutschen Engagementpreis 2017 im Dezember 2017 für das Großprojekt Schule als Zukunftsstaat
- Nominierung für den Würth-Bildungspreis 2018 für die Initiative One World – Globales Lernen am FvAG

## Bekannte Schüler
- Benne (* 1989), Musiker (Abitur)